# Vága
Vága (szlovákul Váhovce) község Szlovákiában, a Nagyszombati kerületben, a Galántai járásban.

## Fekvése
A Kisalföld északi részén, Szeredtől 5 km-re délkeletre, a Vág jobb partján, a jelenkori magyar-szlovák nyelvhatár mentén fekszik.

## Élővilága

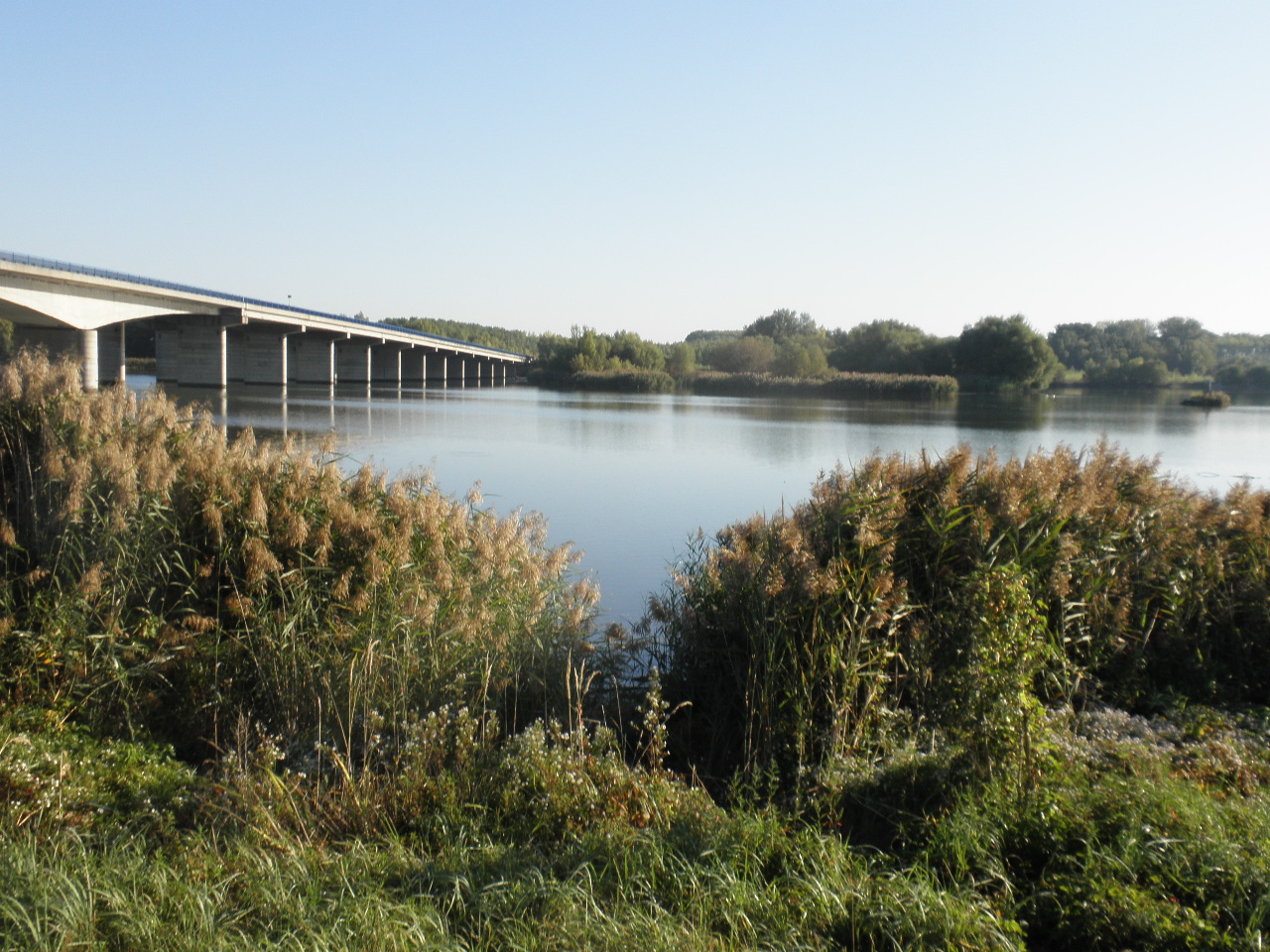
Híd a Vág folyón

A település közelében található a Kaskády-víztározó és erőmű, amelyet 1985-ben fejeztek be. A víztározó elpusztította a Vág menti őserdőt.

## Története
1259-ben "Waga" alakban IV. Béla király adománylevelében említik először, amikor a király Rexit pozsonyi várjobbágy földjét a vágai Damjánnak adta.  Már a 14. század elején az esztergomi érsekség birtoka volt és maradt egészen a jobbágyság megszüntetéséig. 1281-ben, 1326-ban és 1361-ben is említi oklevél. A 14. században malmot is említenek a településen. A falu régi temploma 15. századi volt.  1553-ban még 28 portával adózott. 1597-ben összeírták a falu által elszenvedett károkat. A 16. században az újvári, majd a nagyszombati uradalomhoz tartozott. Az ismétlődő török támadások következtében majdnem teljesen megsemmisült. 1664-ben 3 háztartásban 3 fejadófizető személyt említ a török adóösszeírás, mely szerint Selle (Vágsellye) náhijébe tartozott a falu. 1694-ben temploma romos állapotban állt, 1718-ban újat kellett építeni helyette. A lakosság csökkenése a kuruc háborúk és a járványok következtében tovább folytatódott. Erről tanúskodik az 1715-ös adóösszeírás is. A 18. század folyamán megindult a népesség növekedése, mely egyre nagyobb méreteket öltött. 1785-ben Vágának már több  mint ezer lakosa volt. A kézművesség is gyorsan fejlődött, több molnár, szabó, takács, mészáros és csizmadia is dolgozott a faluban. Iskolájának legkorábbi említése 1816-ból származik. 1825-ben nagy tűzvész pusztította. 1869-ben a falunak 1644 lakosa volt, akik főként mezőgazdasággal foglalkoztak, de 17 hajómalom is működött a községben a Vág folyón.
A 20. század elején sok lakója kivándorolt a tengerentúlra. A trianoni békeszerződésig Pozsony vármegye Galántai járásához tartozott. Az első világháborúban a falunak 77 hősi halottja volt. Az első bécsi döntés után Vága Csehszlovákiában maradt. A határkiigazításról állandó tárgyalás folyt, végül 1939. március 14-én a községet Magyarországhoz csatolták. 1945-ben újra visszakerült Csehszlovákiához.
A község új címerét és zászlaját 2001-ben avatták fel.
Vályi András szerint VÁGA. Vagovce. Magyar falu Pozsony Várm. földes Ura az Esztergomi Érsekség, lakosai katolikusok, fekszik Vág Szerdahelynek szomszédságában, mellynek filiája; határja 2 nyomásbéli, Vágvize’ áradásaival gyakran károsíttatni szokott.
Fényes Elek szerint " Vágha, (Vagoncze), Poson m. vegyes magyar-tót falu, a Vágh vizénél, ut. p. Szeredhez 1 órányira délre. Lakja 1421 kath., paroch. templommal. Termékeny határa sokat szenved a Vágh kiöntéseitől. F. u. az esztergomi érsek."
Pozsony vármegye monográfiája szerint "Vága, a Mátyusföldön fekvő nagyközség, 323 házzal és 2115 róm. kath. vallású lakossal. Régi érseki birtok, mely 1326-ban, a mikor Gyarmati Gergely az esztergomi érsekségnek adományozta, már a mai nevén szerepel. Az 1553-iki portális összeírásba Vaaga alakban 28 portával van felvéve. Hajdan tót község volt, de idővel megmagyarosodott. Ma is a herczegprimásnak van itt nagyobb birtoka. A lakosok között elterjedt hagyomány szerint e községet három, Erdélyből ide menekült, magyar halászcsalád alapította, u. m. a Nagy-Józsa, a Puskás és a Szabó családok. A török világban az ellenséges csapatok keményen megsarczolták a lakosokat. Kath. temploma 1778-ban épült. 1824-ben nagy tűzvész pusztított a községben, erre emlékeztet a Szent Flórián szobor. Ide tartozik Várrét puszta; neve bizonyára történeti jelentőséggel bír. A községnek, habár nagyközség, nincs postája; ugyanis utolsó postája Vágszerdahely, távírója és vasúti állomása Szered."

## Népessége
| Év:            | 1994. | 2004.   | 2014.   | 2024.   |
| -------------- | ----- | ------- | ------- | ------- |
| Emberek száma: | 1949  | 2070    | 2136    | 2008    |
| Eltérés:       |       | +6,20 % | +3,18 % | -5,99 % |

| Év:            | 2023. | 2024.   |
| -------------- | ----- | ------- |
| Emberek száma: | 2024  | 2008    |
| Eltérés:       |       | -0,79 % |

1880-ban 1884 lakosából 1731 magyar, 32 szlovák, 28 német és 93 csecsemő volt.
1890-ben 2051 lakosából 2030 magyar, 15 szlovák, 4 német és 2 egyéb anyanyelvű volt.
1900-ban 2115 lakosából 2065 magyar, 38 szlovák és 12 német anyanyelvű volt.
1910-ben 2036 lakosából 2030 magyar, 5 szlovák és 1 egyéb anyanyelvű volt.
1921-ben 2071 lakosából 13 csehszlovák és 2029 magyar volt.
1930-ban 2010 lakosából 88 csehszlovák és 1860 magyar volt.
1941-ben 2080 lakosából 9 szlovák és 2027 magyar volt.
1991-ben 2012 lakosából 1621 magyar, 383 szlovák, 5 cseh és 1-1 német illetve lengyel volt.
2001-ben 2021 lakosából 1558 magyar, 444 szlovák, 4-4 cseh és cigány valamint 1 lengyel volt.
2011-ben 2083 lakosából 1344 magyar, 685 szlovák, 17 cigány, 3 morva, 2-2 cseh, horvát és orosz, 1 német, 6 egyéb és 21 ismeretlen nemzetiségű volt.
2021-ben 2097 lakosából 1114 (+61) magyar, 848 (+70) szlovák, 8 (+10) cigány, 14 (+5) egyéb és 113 ismeretlen nemzetiségű volt.
Őshonos lakosságát évszázadokon át magyarok alkotják. Nemzetiségi összetételének eltolódása a második világháború utáni években kezdődött. A magyarságát súlytó asszimiláció folyamatosan növekvő tendenciát mutat. A 2001 és 2011 közötti években a magyarok száma 15 százalékkal csökkent, a szlovákok száma viszont az 50 százalékos növekedést is meghaladta.
| Vága lakosságának nemzetiségi megoszlása | Vága lakosságának nemzetiségi megoszlása | Vága lakosságának nemzetiségi megoszlása |
| ---------------------------------------- | ---------------------------------------- | ---------------------------------------- |
| szlovák                                  |                                          | 32 fő (2%)                               |
| magyar                                   |                                          | 1731 fő (92%)                            |
| egyéb                                    |                                          | 121 fő (6%)                              |
| *1880-as népszámlálási adatok            |                                          |                                          |

| Vága lakosságának nemzetiségi megoszlása | Vága lakosságának nemzetiségi megoszlása | Vága lakosságának nemzetiségi megoszlása |
| ---------------------------------------- | ---------------------------------------- | ---------------------------------------- |
| szlovák                                  |                                          | 15 fő (1%)                               |
| magyar                                   |                                          | 2030 fő (99%)                            |
| egyéb                                    |                                          | 6 fő (0%)                                |
| *1890-es népszámlálási adatok            |                                          |                                          |

| Vága lakosságának nemzetiségi megoszlása | Vága lakosságának nemzetiségi megoszlása | Vága lakosságának nemzetiségi megoszlása |
| ---------------------------------------- | ---------------------------------------- | ---------------------------------------- |
| szlovák                                  |                                          | 38 fő (2%)                               |
| magyar                                   |                                          | 2065 fő (98%)                            |
| egyéb                                    |                                          | 12 fő (1%)                               |
| *1900-as népszámlálási adatok            |                                          |                                          |

| Vága lakosságának nemzetiségi megoszlása | Vága lakosságának nemzetiségi megoszlása | Vága lakosságának nemzetiségi megoszlása |
| ---------------------------------------- | ---------------------------------------- | ---------------------------------------- |
| szlovák                                  |                                          | 5 fő (0%)                                |
| magyar                                   |                                          | 2030 fő (100%)                           |
| egyéb                                    |                                          | 1 fő (0%)                                |
| *1910-es népszámlálási adatok            |                                          |                                          |

| Vága lakosságának nemzetiségi megoszlása | Vága lakosságának nemzetiségi megoszlása | Vága lakosságának nemzetiségi megoszlása |
| ---------------------------------------- | ---------------------------------------- | ---------------------------------------- |
| szlovák                                  |                                          | 383 fő (19%)                             |
| magyar                                   |                                          | 1621 fő (81%)                            |
| egyéb                                    |                                          | 8 fő (0%)                                |
| *1991-es népszámlálási adatok            |                                          |                                          |

| Vága lakosságának nemzetiségi megoszlása | Vága lakosságának nemzetiségi megoszlása | Vága lakosságának nemzetiségi megoszlása |
| ---------------------------------------- | ---------------------------------------- | ---------------------------------------- |
| szlovák                                  |                                          | 444 fő (22%)                             |
| magyar                                   |                                          | 1558 fő (77%)                            |
| egyéb                                    |                                          | 19 fő (1%)                               |
| *2001-es népszámlálási adatok            |                                          |                                          |

| Vága lakosságának nemzetiségi megoszlása | Vága lakosságának nemzetiségi megoszlása | Vága lakosságának nemzetiségi megoszlása |
| ---------------------------------------- | ---------------------------------------- | ---------------------------------------- |
| szlovák                                  |                                          | 685 fő (33%)                             |
| magyar                                   |                                          | 1344 fő (65%)                            |
| egyéb                                    |                                          | 54 fő (3%)                               |
| *2011-es népszámlálási adatok            |                                          |                                          |

## Neves személyek
- Itt szolgált Zsilinszky Kázmér (1910-1985) bencés tanár, plébános.

## Nevezetességei

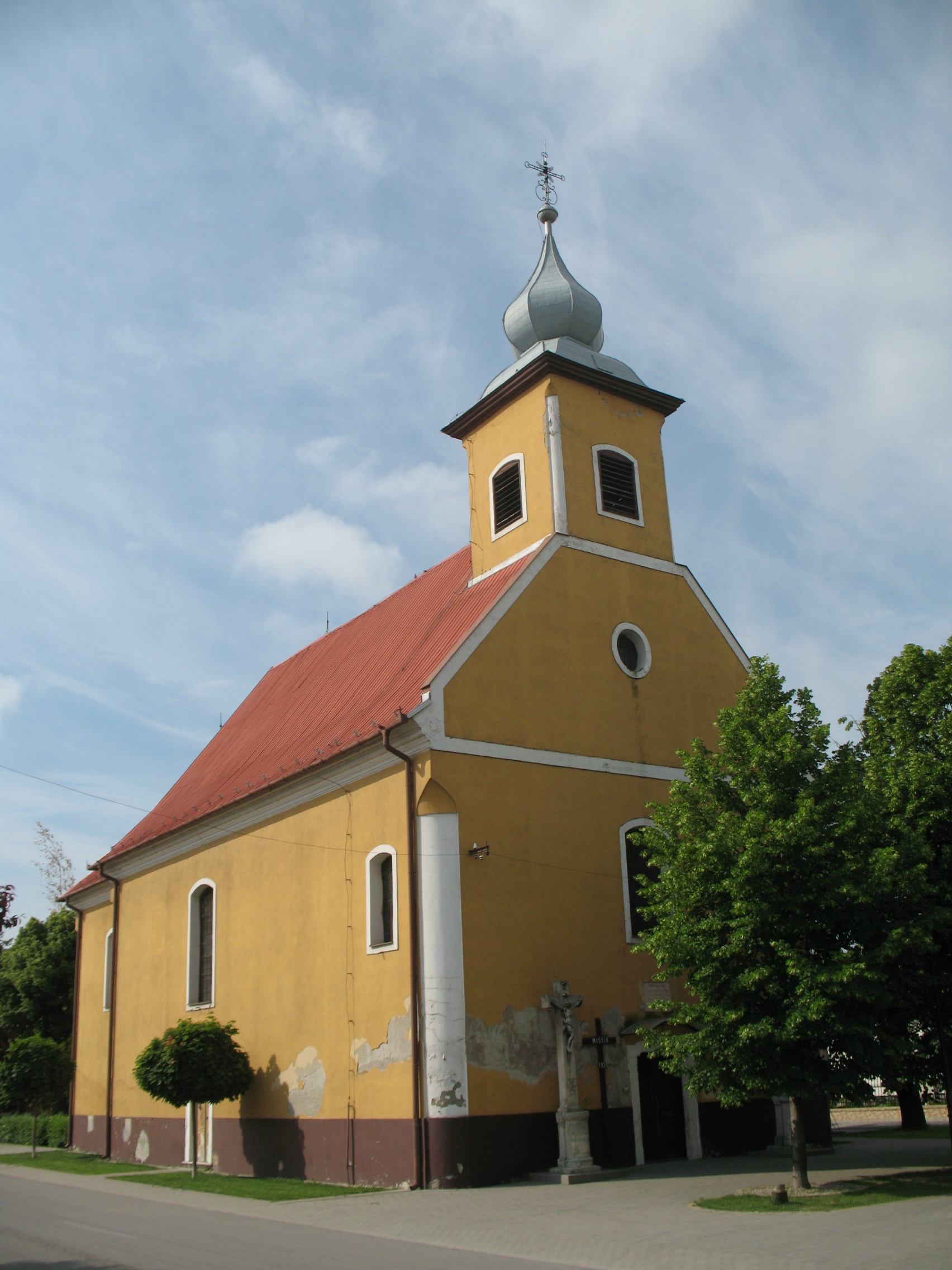
A római katolikus templom
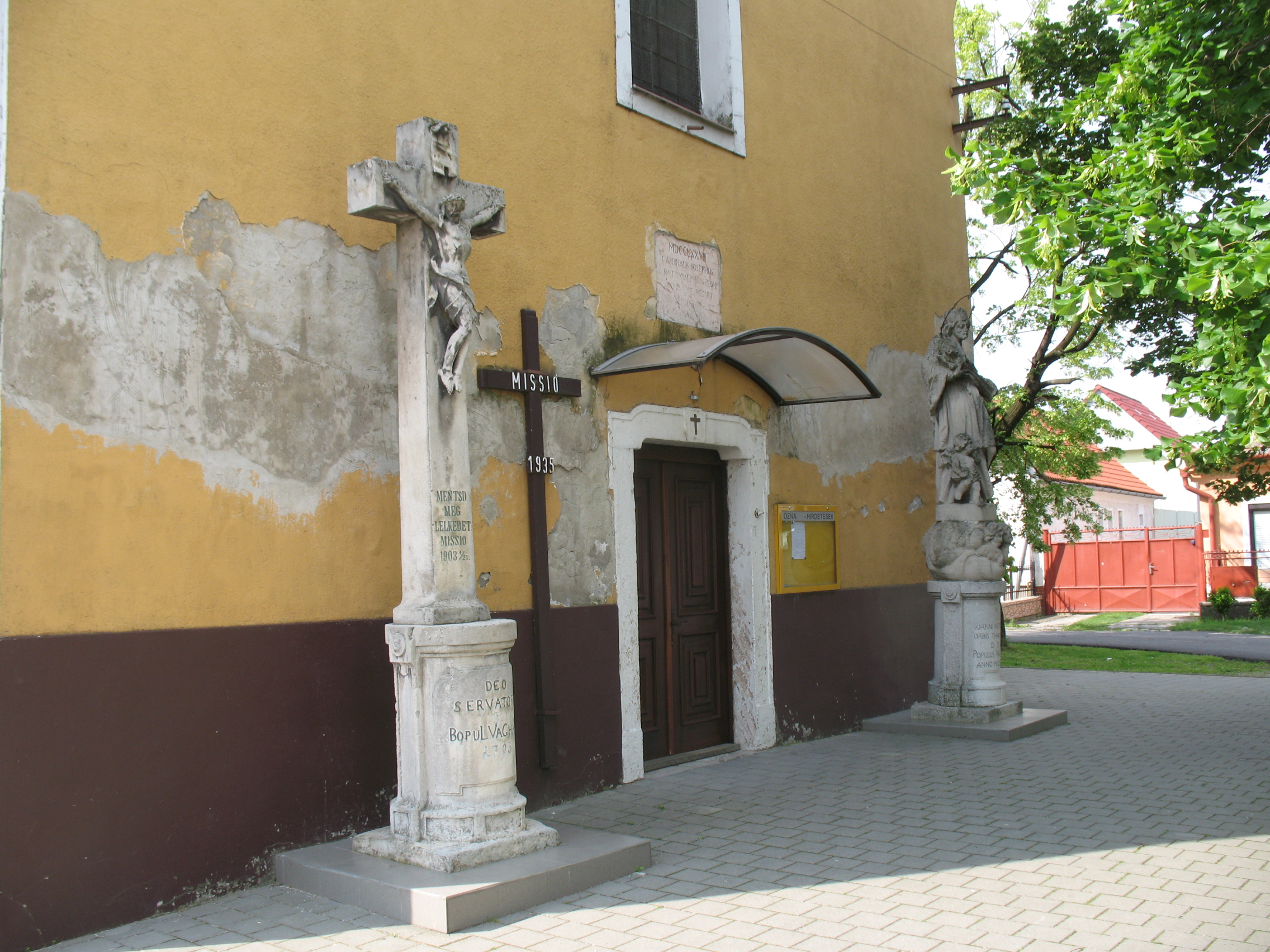
A templom főbejárata
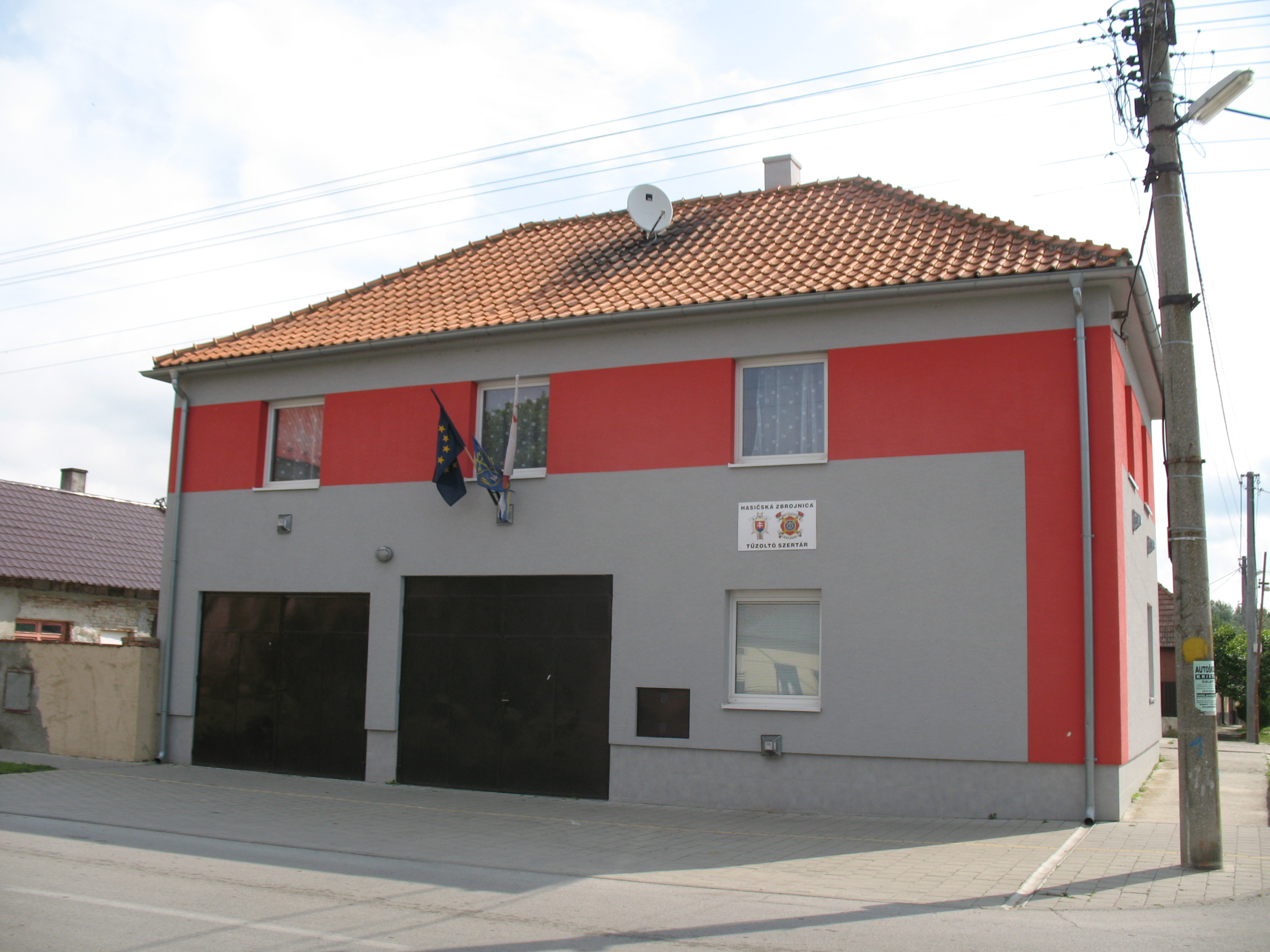
Tűzoltószertár
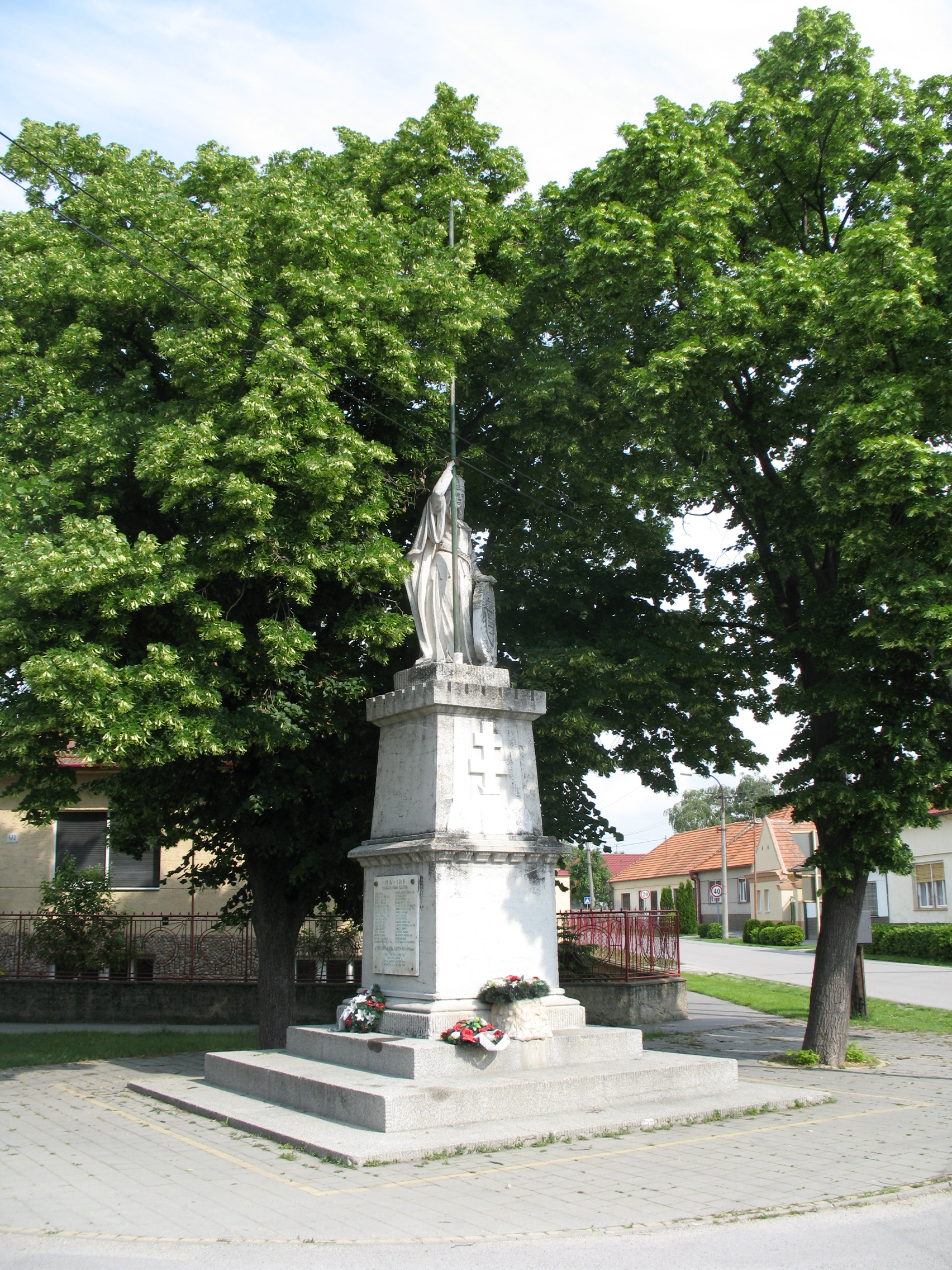
Világháborús emlékmű
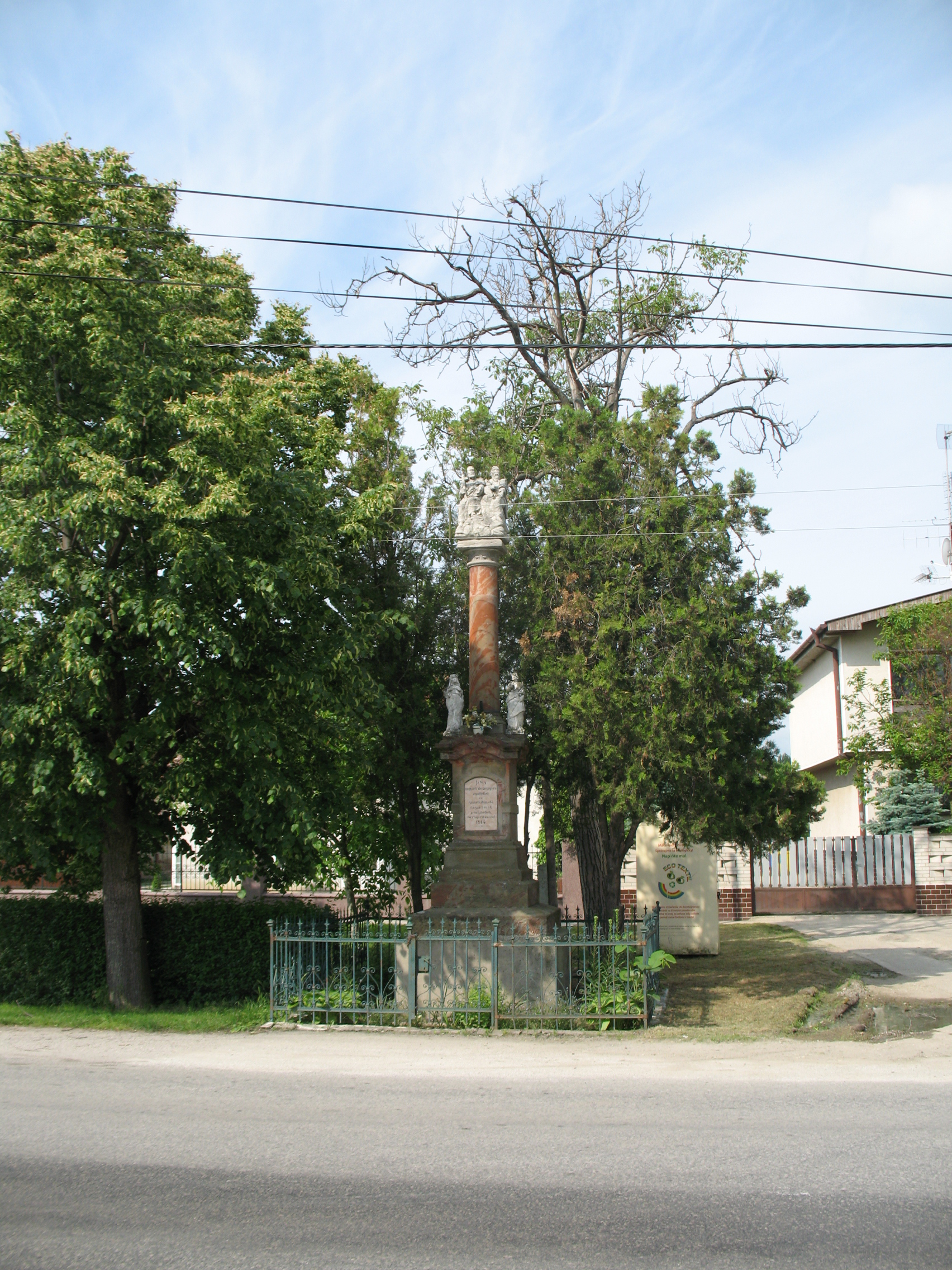
Szentháromság szobor
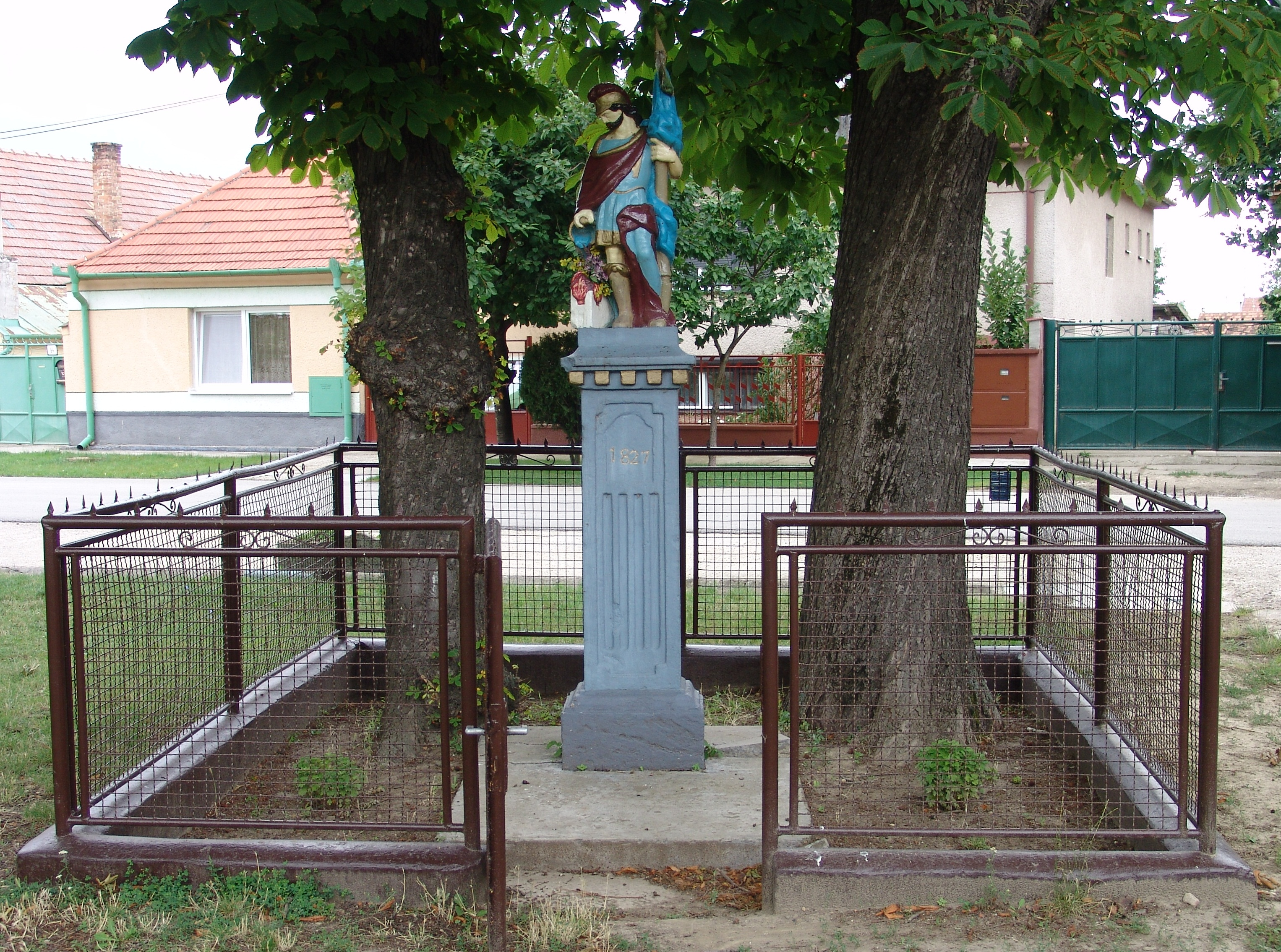
Szent Flórián-szobor.
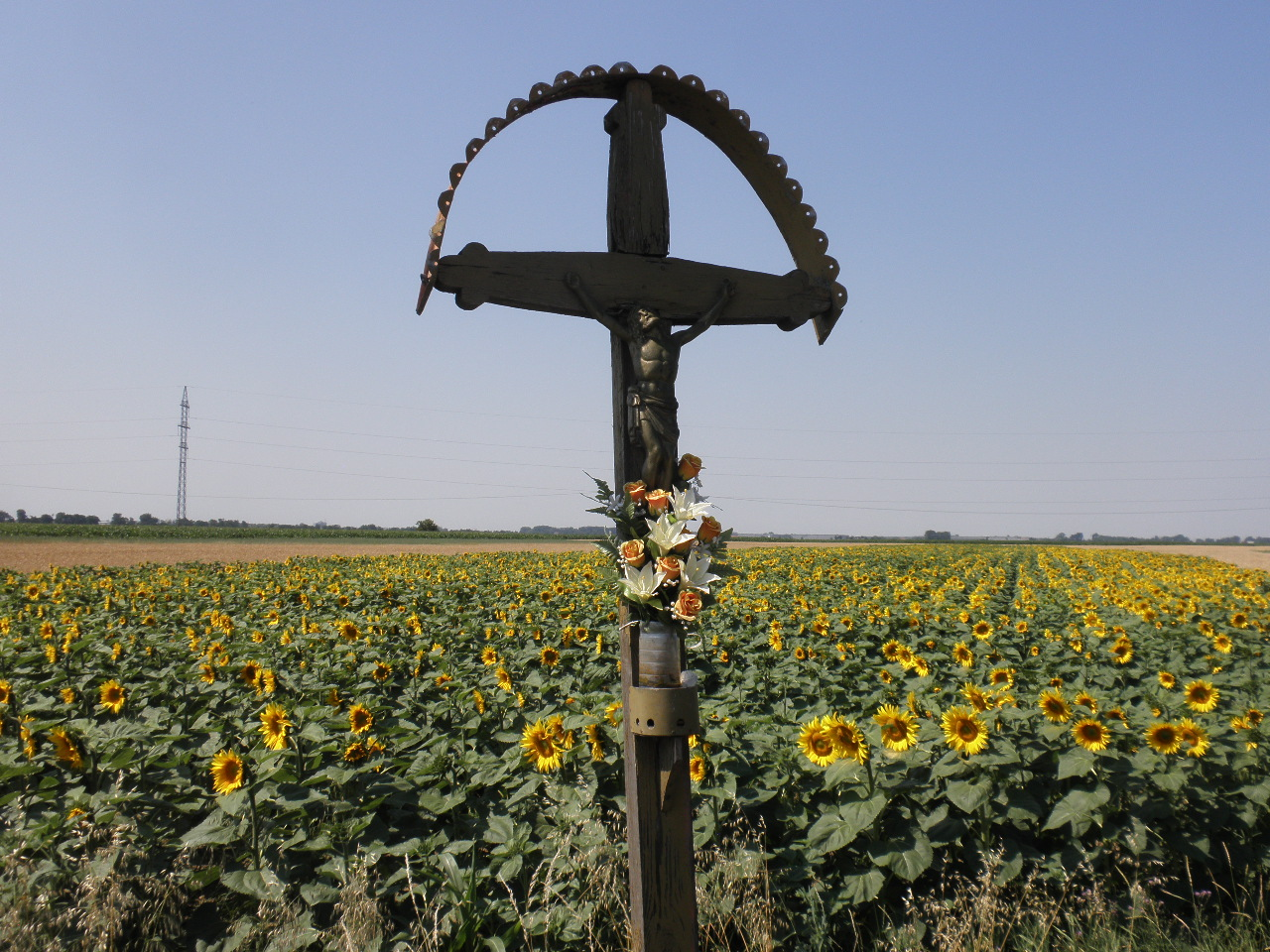
Útmenti fakereszt az Alsószerdahely felé vezető főút mellett

- Római katolikus Szent Miklós templomát 1778-ban Batthyány József hercegprímás építtette. 1761 és 1847 között Mihály arkangyal tiszteletére volt szentelve.[forrás?]
- Az 1824-es nagy vágai tűzvész emlékére 1827-ben fogadalmi emlékként felállított Szent Flórián-szobor. Ünnepén a falu lakosai körmenettel vonulnak a szoborhoz. A körmenet legfontosabb emberei a tűzoltók. A körmenetet 1990-ben újították föl.

## Iskolaügy

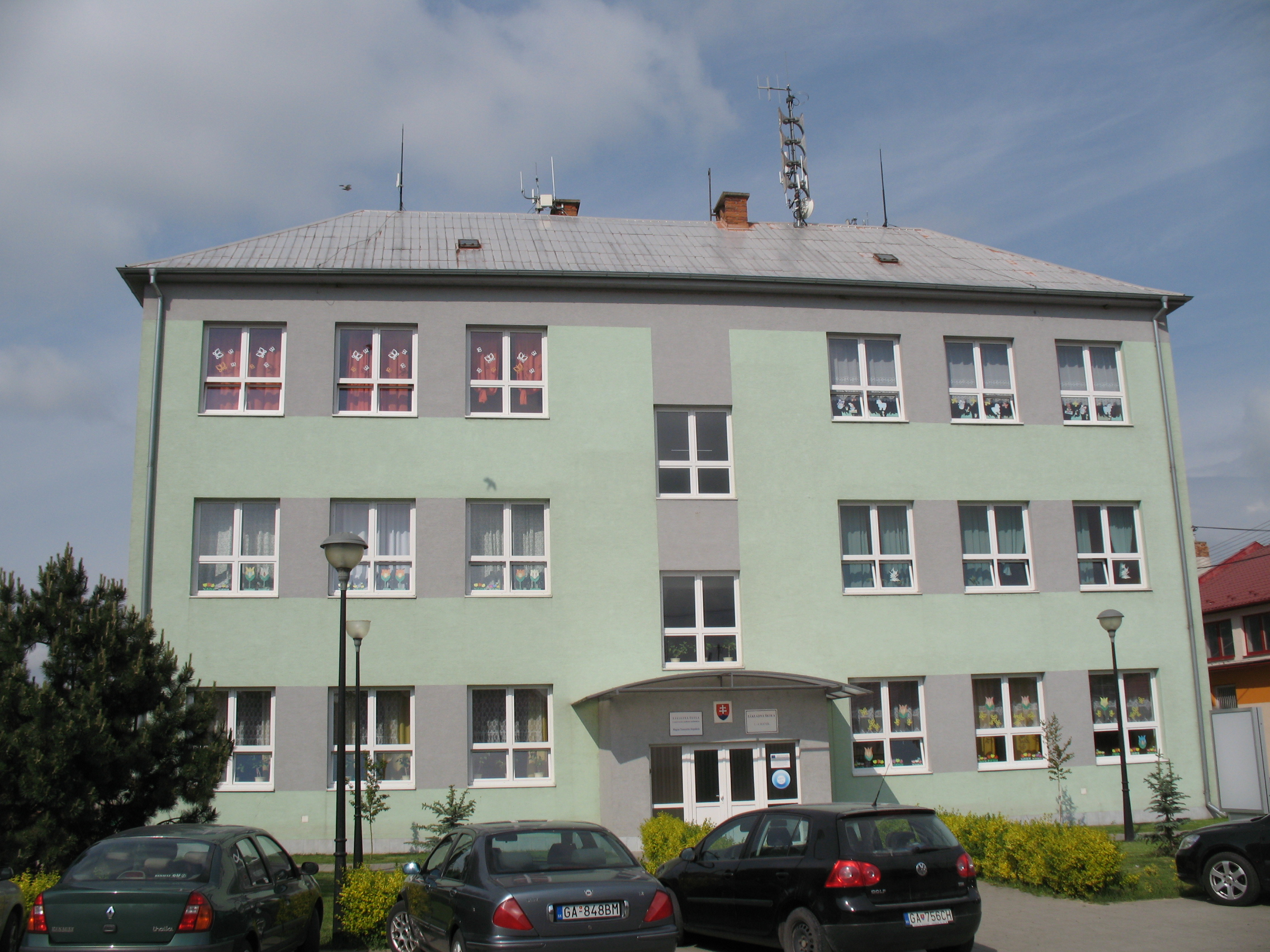
Iskola
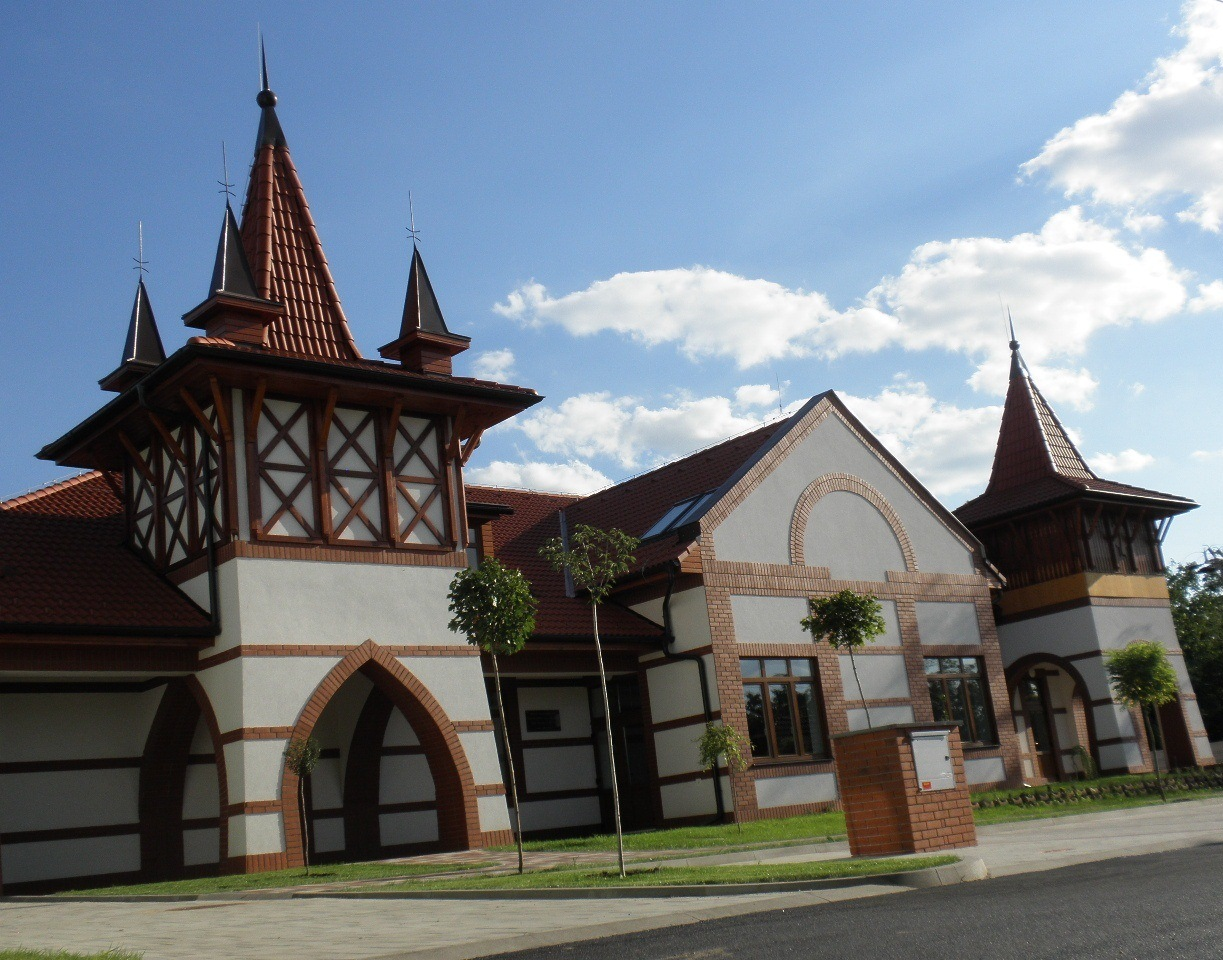
A vágai óvoda
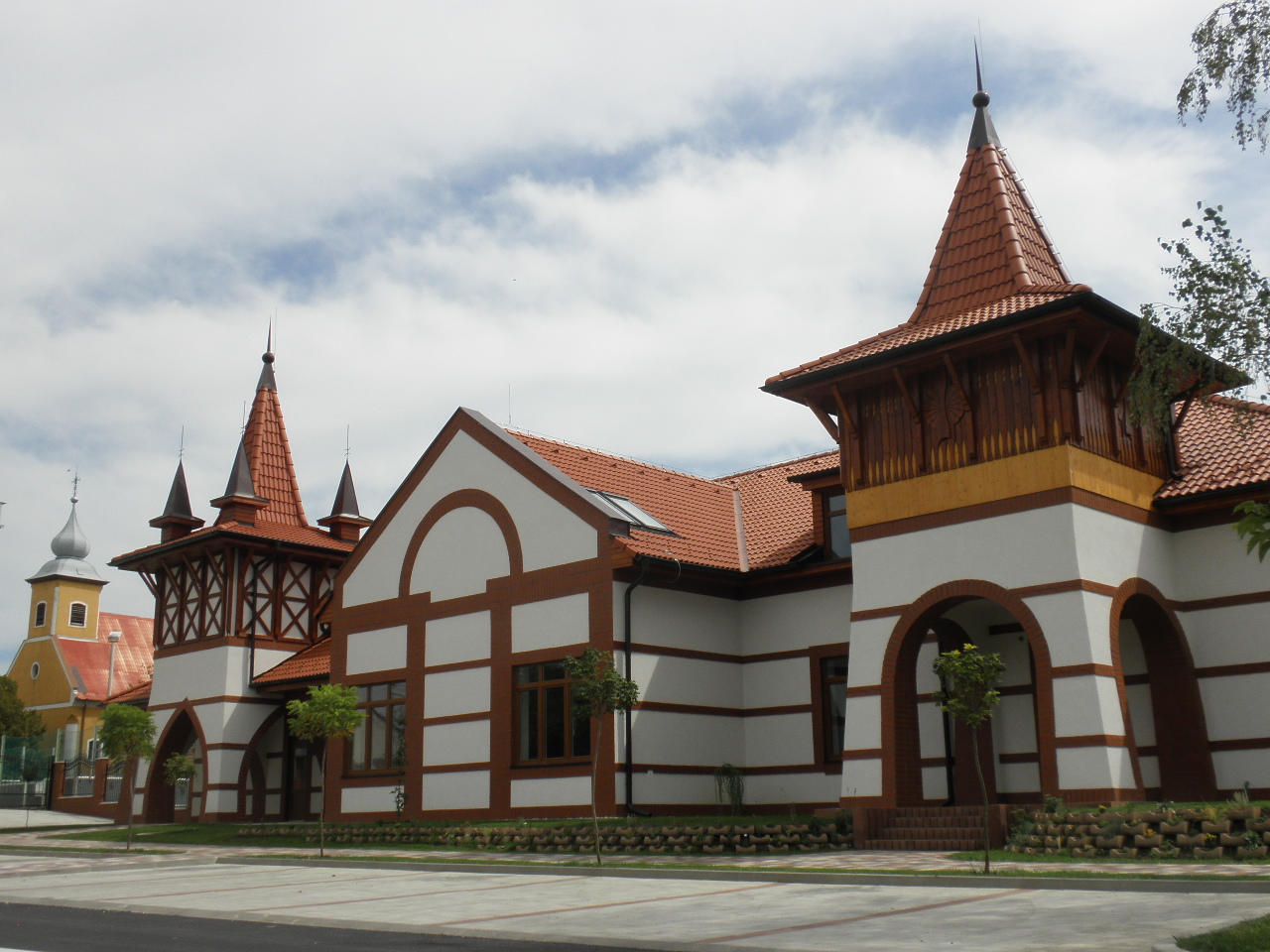
Óvoda

- Organikus stílusban épített új óvodáját 2012-ben adták át. Építési költsége 497 000 € volt. A 96 férőhelyes intézmény négy tanteremmel rendelkezik. Öt óvónő foglalkozik a gyermekekkel.[12]
- A 227 iskolaköteles gyermek közül 107-en tanulnak a helyi általános iskolában, a többiek a környékbeli városok iskoláit látogatják, elsődlegesen Galántán és Szereden.[13]

## Testvértelepülés
- Győrszemere, Magyarország